# 箱根觀光船
箱根觀光船（日语：／ Hakone Kankōsen */?）是於神奈川縣箱根町蘆之湖運航的觀光船，由小田急箱根營運。由於其觀光船均以17世紀至19世紀中期戰列艦為原型，故又以「箱根海賊觀光船」、「箱根海賊船」名義營運。2024年4月1日，箱根觀光船公司合併至小田急箱根，觀光船由小田急箱根接手營運。

## 簡介
1947年至1960年間，五島慶太領導的大東急集團與堤康次郎率領的西武集團之間不斷爭奪箱根山旅客運輸的份額，通稱箱根山戰爭。兩者間競爭在1950年小田急系創立經營蘆之湖畔觀光船的「箱根觀光船」進入白熱化，後起的箱根觀光船公司在開業初期，面對已經引入新式雙體遊覽船經營的伊豆箱根鐵道陷入苦戰。 1964年，日本在舉辦東京奧運、新幹線開通及海外旅行自由化等利好因素迎來了經濟高度成長期。與此同時，高度成長也對旅遊業界掀起巨大的變化，人們開始追求更高品質、更精緻的旅遊體驗。時任社長在參考美國的迪士尼樂園後，決定引入以戰列艦為原型的觀光船（即「海賊船」），以吸引家庭和團體遊客。第一艘海賊船以17世紀法國海軍聖腓力號為原型，由日立造船承造，是為「先驅號」（パイオニア号）。先驅號於1964年7月首航，旋即大受兒童歡迎:2。
其後，仿照英國海軍戰列艦海上君王號（英語：HMS Sovereign of the Seas，又譯「海霸王號」）建造的「維多麗亞號」於1980年下水，以17世紀法國海軍艦皇家太陽號為藍圖的「皇家太陽號」於1987年首航，1991年「瓦薩王號」下水。2007年，參照英軍勝利號的「勝利號」首航。2013年，仿照皇家路易號（法語：Royal Louis）建造的「皇家太陽II號」首航。箱根觀光船在2007年5月10日成為關東首個取得「綠色經營証書」的觀光遊覽船公司。
箱根觀光船乘客量在2013年約有182萬人次，當中約135萬為一般遊客、約47萬為團體旅客。另外國旅客訪問次數相較1990年代大約7萬到8萬人次，大幅增加到現時大約36萬人次，當中來自台灣和泰國的訪客佔最大宗，近年來自伊斯蘭國家的訪客亦有上升趨勢。

## 運航情報

### 停泊碼頭
- 碼頭編號在2014年1月起依次引入[7]。

| 碼頭編號 | 中文名稱 | 日文名稱 | 英文名稱 | 接續路線、備註 |
| -------- | -------- | -------- | -------- | --- |
| OH65     | 桃源台港 |          |          | 箱根空中纜車： 箱根空中纜車（桃源台）（OH65） 伊豆箱根鐵道： 蘆之湖遊覽船（湖尻港）                                                                                  |
| OH66     | 箱根町港 |          |          | 箱根登山巴士、東海巴士橙色接駁巴士 伊豆箱根鐵道： 蘆之湖遊覽船（箱根關所遺跡港）                                                                                     |
| OH67     | 元箱根港 |          |          | 箱根登山巴士、東海巴士橙色接駁巴士（箱根湯本站（OH47）、小田原站（OH51）、強羅站（OH57）、三島站、箱根町港（OH66）沿途各站） 伊豆箱根鐵道： 蘆之湖遊覽船（元箱根港） |
| OH65     | 桃源台港 |          |          | 箱根空中纜車： 箱根空中纜車（桃源台）（OH65） 伊豆箱根鐵道： 蘆之湖遊覽船（湖尻港）                                                                                  |

### 運航路線
- 定期航線（海賊船）
  - 依「桃源台 → 箱根町 → 元箱根 → 桃源台」方向行駛的航線，部份船次會以反方向行駛。

#### 過往航線
- 巡迴航線（外輪船）
  - 「箱根町 - 元箱根 - 山之飯店 - 箱根町」間的巡迴航線。2008年11月24日起停駛[8]。

## 保有船艦
目前定期巡航的海賊船有三艘，最近一艘下水的是2019年的「女王蘆之湖號」。

### 現有船艦
|  | 建造風格 | 船名                             | 首航日期      | 原型       | 造船公司                | 定員人數 | 總噸位 | 船體長度 | 船體寬度 | 鍋爐功率          | 營運航速/最高航速 | 備註、來源     |
|  | -------- | -------------------------------- | ------------- | ---------- | ----------------------- | -------- | ------ | -------- | -------- | ----------------- | ----------------- | -------------- |
|  | 海賊船風 | Queen Ashinoko 女王蘆之湖號 （クイーン芦ノ湖） | 2019年4月25日 | -          | 日本造船聯合公司（JMU） | 541名    | 318t   | 35.00m   | 10.00m   | 575ps x2 423kW x2 | 10.50kt /11.80kt  | 水戶岡銳治設計 |
|  | 海賊船風 | Royal Ⅱ 南歐皇家太陽號 （ロワイヤルII）      | 2013年3月20日 | 皇家路易號 | 日本造船聯合公司（JMU） | 565名    | 315t   | 35.00m   | 10.00m   | 575ps x2 423kW x2 | 10.50kt /11.80kt  | [ 13 ] [ 14 ]  |
|  | 海賊船風 | 勝利號 （ビクトリー）                      | 2007年3月20日 | 勝利號     | 環球造船廠（USC）       | 500名    | 282t   | 35.00m   | 10.00m   | 591ps x2          | 10.50kt/11.80kt   | [ 15 ]         |

### 過往船艦
|  | 建造風格       | 船名                      | 首航日期       | 退役日期       | 造船公司   | 定員人數 | 總噸位 | 備註、來源             |
|  | -------------- | ------------------------- | -------------- | -------------- | ---------- | -------- | ------ | ---------------------- |
|  | 海賊船風       | Vasa 北歐獅瓦薩王號 （バーサ）  | 1991年3月19日  | 2019年4月      | 日立造船   | 650名    | 308t   | 女王蘆之湖號服役後引退 |
|  | 海賊船風       | Royal 南歐皇家太陽號 （ロワイヤル） | 1987年3月18日  | 2013年1月      | 日立造船   | 650名    | 315t   | Royal II 號服役後引退  |
|  | 海賊船風       | 維多麗亞號 （ビクトリア）           | 1980年3月19日  | 2007年3月      | 日立造船   | 650名    | 499t   | 勝利號服役後引退       |
|  | 海賊船風       | 先驅號 （パイオニア）               | 1964年         | 1991年         | 日立造船   | 650名    | 470t   | Vasa號服役後引退 :3    |
|  | 外輪船風       | 開拓號 （フロンティア）               | 1996年11月24日 | 2008年11月23日 | 日立造船   | 350名    | 245t   | 巡迴航線停駛退役       |
|  | 一般遊覽船     | 大觀丸 （たいかん丸）               | 1962年         | ?              | 橫濱遊艇   |          |        |                        |
|  | 小型木造遊覧船 | 乙女丸                    | 1950年         | 1964年         | 湘南造船所 |          |        | 開業時使用船隻         |

### 組裝建造
由於蘆之湖是內陸火山湖，所有箱根觀光船的船舶都是先在造船公司臨海的船塢建造後，拆件運送至蘆之湖的船舶工場重新裝嵌再下水。

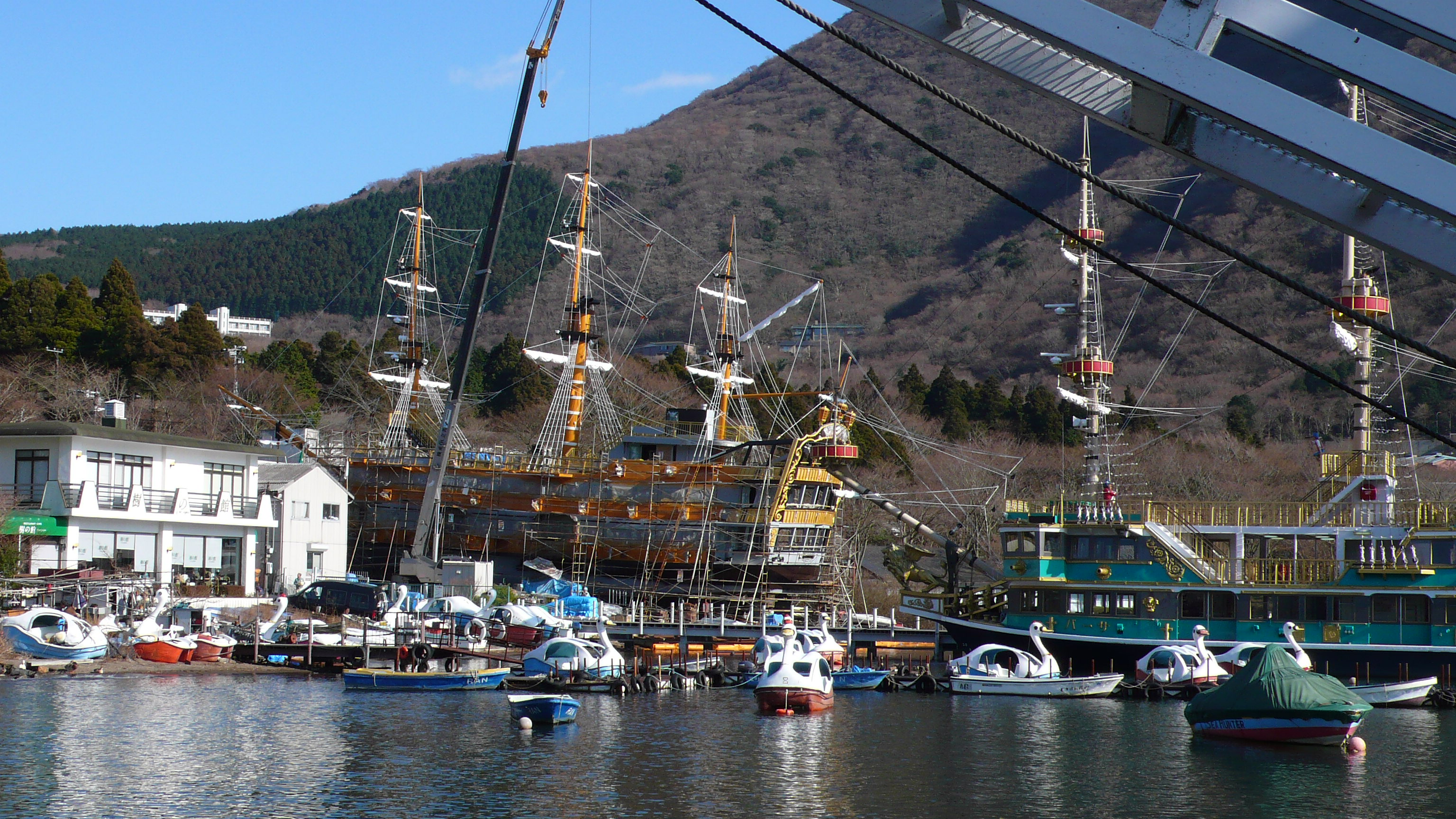
首航三個月前的勝利號（左）及Vasa號（右）（2006年12月）
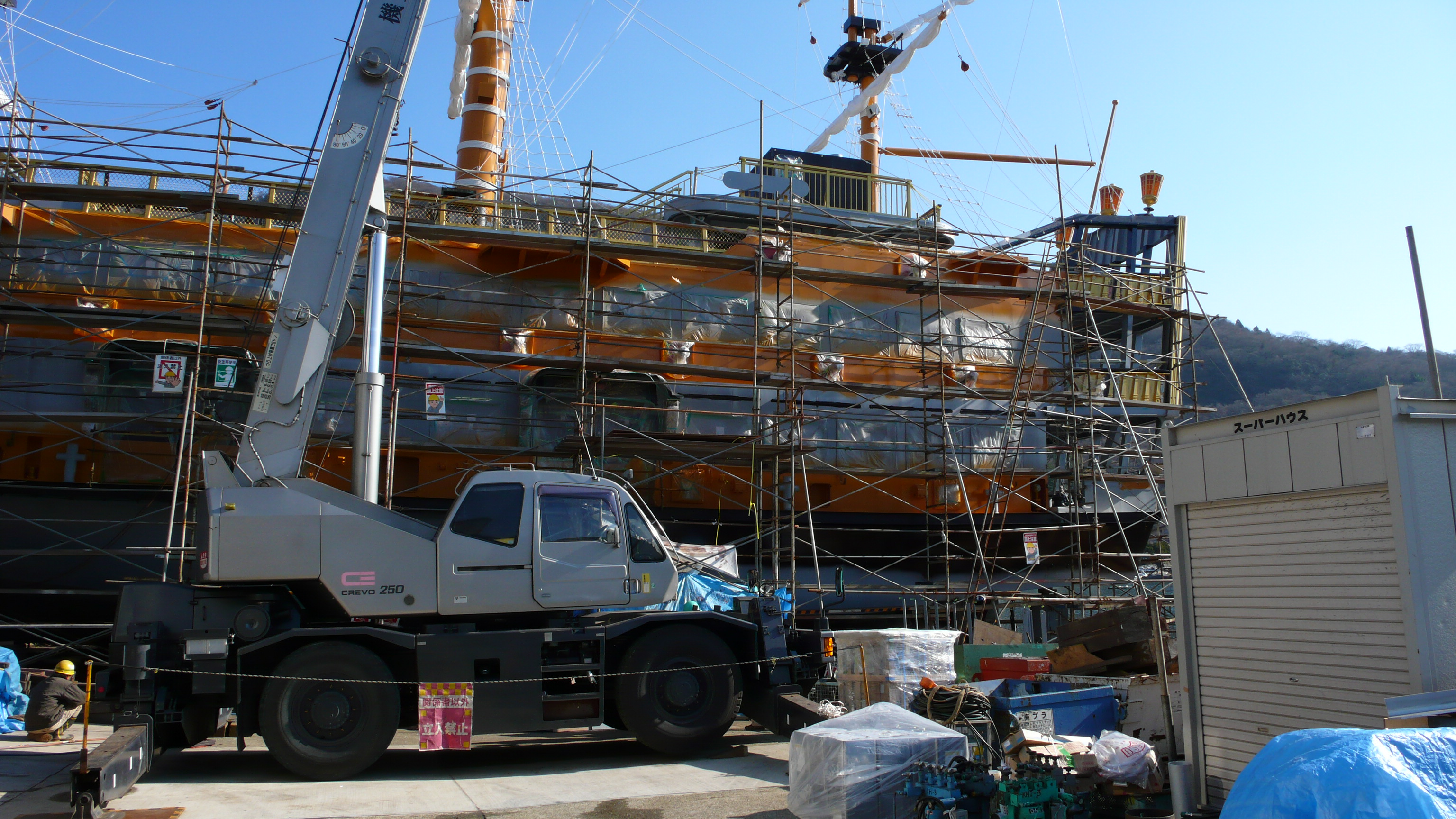
首航三個月前的勝利號（2006年12月）

## 箱根觀光船公司
箱根觀光船公司是2024年3月31日前負責營運箱根觀光船的公司，是小田急箱根的全資子公司。
除了觀光船業務以外，箱根觀光船持有箱根Pleasant，並經營包括以下場所的餐飲及住宿事業：
- 小田急箱根湖濱酒店（桃源台，餐飲、住宿、紀念品）；
- 桃源台景觀餐廳（桃源台，餐飲、紀念品）；
- 茶屋本陣 畔屋（箱根町港前，餐飲、紀念品）；
- 蘆之湖茶屋（元箱根，餐飲、紀念品）；
- 富士景茶屋（乙女峠，餐飲、紀念品）；
- 聖莫里茨咖啡店（強羅，餐飲、紀念品）等

## 備註
1. ↑  日本造船聯合公司前身
2. ↑  環球造船廠前身

## 相關項目
- 箱根山戰爭（日语：箱根山戦争） - 1950年至1968年期間西武集團與小田急及東急集團爭奪箱根旅客運輸份額的事件。
- 蘆之湖遊覽船 - 西武集團旗下伊豆箱根鐵道於蘆之湖營運的觀光遊覧船。

## 外部連結
- 箱根觀光船 （页面存档备份，存于） - 箱根觀光船株式会社
- 箱根navi （页面存档备份，存于）上箱根海賊觀光船的介紹
- 長澤文雄的懷舊日本汽船研究[]